# Хуснутдинов, Марат Азаматович
Марат Азаматович Хуснутдинов (баш. Марат Азамат улы Хөснөтдинов; 17 июля 2002, Москва) — российский хоккеист, нападающий клуба НХЛ «Бостон Брюинз».

## Карьера
Встал на коньки в четыре года. Начал заниматься хоккеем в секции «Белых медведей» у тренера Геннадия Курдина, вместе с которым перешёл в школу подольского «Витязя». После юниорского чемпионата мира 2019 года перешёл в систему СКА, где выступал за основную команду клуба в Континентальной хоккейной лиге.
Задрафтован клубом «Эри Оттерс» под общим 8-м номером импорт-драфта CHL 2019 года, однако в юниорских лигах Канады не выступал и продолжал карьеру в России. На драфте НХЛ в 2020 году был выбран во втором раунде под общим № 37 клубом «Миннесота Уайлд».
В основном играл на позиции центрального нападающего, однако и в клубе, и в молодежной сборной ему часто приходилось играть на фланге.
Дебютировал в КХЛ 23 сентября 2020 года в игре против «Сибири». Первый гол в КХЛ забил во второй игре сезона 2021/22 против ярославского «Локомотива», это произошло 4 сентября 2021 года.
По итогам сезона 2021/22 претендовал на получение приза имени Алексея Черепанова, который вручается лучшему новичку КХЛ, однако эту награду в итоге получил Арсений Грицюк из «Авангарда».
Перед началом сезона 2022/23 попал в список лучших игроков КХЛ в возрасте до 23 лет по версии официального сайта лиги.
10 октября 2023 года был обменян в «Сочи» на Борну Рендулича. 28 февраля 2024 года расторг контракт с «Сочи», не попавшим в плей-офф, и подписал двухлетнее соглашение новичка с «Миннесотой». 14 марта дебютировал за «Уайлд» в домашней игре против «Анахайма» (2:0), проведя на льду чуть более 11 минут.

### В сборной
Серебряный призёр юниорского чемпионата мира 2019 года. Участник молодёжного чемпионата мира 2021 года (4 место). Капитан сборной России на Liga stavok St. Petersburg cup 2022.

## Статистика
| Легенда | Легенда                    | Легенда | Легенда                   | Легенда | Легенда    |
| ------- | -------------------------- | ------- | ------------------------- | ------- | ---------- |
| И       | Количество проведённых игр | Штр     | Штрафное время            | +/−     | Плюс-минус |
| Г       | Голы                       | П       | Голевые передачи          | О       | Очки       |
| -       | Статистика неизвестна      | —       | Статистика не учитывалась |         |            |

## Достижения
- Чемпион России среди юниоров до 16 лет в сезоне 2017/18 в составе подольского «Витязя»
- Победитель Мирового кубка вызова среди юниоров до 17 лет в сезоне 2018/19
- Серебряный призёр юниорского чемпионата мира 2019
- Победитель Кубка Глинки/Гретцки в сезоне 2019/20
- Обладатель Кубка Харламова 2022 в составе СКА-1946